# Formula One 2001
Formula One 2001 — компьютерная игра в жанре автосимулятора, выпущенная на платформах PlayStation и PlayStation 2 разработчиками из Studio 33 (PS) и Studio Liverpool (PS2) и изданная Sony Computer Entertainment. Релиз игры состоялся 20 апреля 2001 года в Европе, 24 сентября в Северной Америке и 11 октября в Японии.
Formula One 2001 стала последним серьёзным симулятором Формулы-1, который выходил на оригинальной PlayStation. Это также была последняя игра из этой серии, которая вышла в Северной Америке до релиза F1 Grand Prix в 2005 году для PlayStation Portable. Игра официально была переведена и издана на русский язык компанией SoftClub.
Игра базируется на сезоне 2001 года Формулы-1, в ней представлены все команды и пилоты на момент начала сезона, а также все семнадцать Гран-при.

## Геймплей
«Аркадный» режим игры копирует аналогичный режим из прошлогодней игры Formula One 2000, за исключением того, что в этой игре появилась возможность устанавливать улучшения на машину игрока.
Появился и новый режим, который назывался «Challenge». В этом режиме игрокам предстояло пройти круг по трассе Спа-Франкоршам на болиде Benetton B201 Дженсона Баттона. Игроки, который сумели показать быстрое время имели возможность опубликовать свои результаты в сети Интернет, чтобы сравнить их с временами других людей, однако для этого нужно было иметь аккаунт.
В некоторых изданиях игры присутствовал бесплатный DVD диск. На DVD был записан полный обзор сезона 2000 года Формулы-1 с комментариями.

## Разработка
Formula One 2001 разрабатывалась двумя командами, Studio 33 делали версию для PlayStation в то время, как Sony Studio Liverpool разрабатывали игру для PlayStation 2. В разработке игры свою помощь оказывали такие команды, как Benetton, Jaguar, Jordan и Arrows. Многие сотрудники из компании Psygnosis, которая владела франшизой ранее, были подключены к работе над игрой. На пике разработки над игрой работали 25 человек, большинство из которых были программисты и дизайнеры.
Движок игры начали разрабатывать ещё за два года до её релиза. Это было связано с тем, что разработчики хотели хорошо сделать физику, столкновения и искусственный интеллект соперников. Sony имела доступ к большой справочной библиотеке в которой были представлены аэрофотоснимки, фотографии трасс крупным планом и более 200 часов видеозаписей с канала F1 Digital+. Технические возможности PlayStation 2 позволили взять новую высоту по части графики, ведь многие детали, которые теперь стало можно отразить в игре раньше оставались за бортом.
Studio Liverpool контактировали с Администрацией Формулы-1, чтобы те предоставили им записи звука двигателей для каждого из болидов. Несмотря на это, некоторые из предоставленных записей оказались непригодными. Чтобы исправить это, разработчики связались с командами Jordan и Prost. Звукооператор Микель де Бель посетил боксы команд и записал звук двигателей болидов. Примечательно, что оригинальный центральный процессор PlayStation использовался для обработки звука.

### Продвижение
На Гран-при США 2001 компания Sony провела различные мероприятия по продвижению игры с Дженсоном Баттоном. Рекламная кампания в Соединённых Штатах затронула различные сети телевидения, включая кабельное. Также использовалась реклама в печатных изданиях и в интернете.
29 сентября 2001 года в Каслтоне, штат Индиана, прошло мероприятие под названием Formula One 2001 American Challenge. В ходе этого мероприятия пилот Формулы-1 Дженсон Баттон соревновался с участниками мероприятия, однако никто не смог превзойти его рекорд.
В игре представлены все пилоты на начало сезона 2001 Формулы-1. Все изменения в составах команд, которые происходили по ходу сезона игра не учитывает. Таким образом Педро де ла Роса, Рикардо Зонта, Алекс Йонг и Томаш Энге не присутствуют в игре, однако стоит добавить, что де ла Роса появился в конкурентной игре EA Sports F1 2001.

## Отзывы
| Сводный рейтинг    | Сводный рейтинг |
| Агрегатор          | Оценка          |
| ------------------ | --------------- |
| GameRankings       | 77,67 %         |
| Metacritic         | 73 %            |
| Иноязычные издания |                 |
| Издание            | Оценка          |
| GameSpot           | 7,2/10          |
| IGN                | 7/10            |

Formula One 2001 получила в основном положительные отзывы критиков, число общих баллов на сайтах-агрегаторах равняется 73 % на Metacritic и 77,67 % на GameRankings.